# Spezialeinsatzkräfte der Koreanischen Volksarmee
Die Spezialeinsatzkräfte der Koreanischen Volksarmee (koreanisch 조선인민군 특수작전군 englisch Korean People's Army Special Operations Forces) sind eine eigene Teilstreitkraft der Koreanischen Volksarmee, welche die am besten ausgerüstete Einheit der Demokratischen Volksrepublik Korea darstellen.

## Geschichte
Zur Gründung der Spezialeinsatztruppe gibt es widersprüchliche Angaben. Ein offizielles Datum wurde von dem Regime nicht genannt. Nach Quellen der US Army wurde die Einheit vermutlich zwischen 1966 und 1968 aufgestellt, als der Korea-Konflikt neu entflammte und nordkoreanische Soldaten immer wieder bei der DMZ südkoreanische und amerikanische Soldaten angriffen. Der Angriff aufs Blaue Haus, die Kaperung des Aufklärungsschiffes USS Pueblo und die versuchte infiltration von Soldaten bei Uljin und Samcheok wird nordkoreanischen Spezialeinheiten zugeschrieben.
Während einer Parade zum Geburtstag von Kim Il-sung im Jahr 2017 wurde eine neue Einheit, ausgestattet mit modernen Nachtsichtgeräten beobachtet, welche zur Abwehr von anderen Spezialeinsatzkräften wie die Navy SEALs dienen soll.

## Organisation
Die Spezialeinsatzkräfte haben die Aufgabe, im Kriegsfall das gegnerische Land zur Luft, über Tunnel und über das Wasser zu infiltrieren und so Unruhen auszulösen. Des Weiteren sammelt die Truppe Geheimdienstinformationen zu südkoreanischen und amerikanischen Zielen. Die Teilstreitkraft besteht aus schätzungsweise 200.000 Soldaten und stellt die am besten ausgestattete Truppe in den nordkoreanischen Streitkräften da. Im Vergleich zu anderen Spezialeinsatzkräften der Welt, ist die nordkoreanische Einheit allerdings schlecht ausgestattet. So soll es an Spezialsprengstoff und Kommunikationsmitteln fehlen. Die Verbände stehen entweder unter eigenem Kommando und sind dem 11. Korps unterstellt oder operieren als Einheiten unter den anderen Teilstreitkräften, wie der Marine oder dem Heer. Laut dem International Institute for Strategic Studies besteht die Teilstreitkraft aus folgenden Einheiten:
- 8 Bataillone Spezialeinsatzkräfte
- 17 Aufklärungsbataillone
- 9 Brigaden Leichte Infanterie
- 8 Scharfschützen Brigaden
- 3 Luftlandebrigaden und 1 Luftlandebataillon
- 2 amphibische Brigaden